# Paslossing
De Paslossing is een beek in Nederlands Zuid-Limburg in de gemeente Meerssen. De beek ligt bij Bunde op de rechteroever van de Maas en heeft een lengte van ongeveer anderhalve kilometer (inclusief zijtakken).
Op ongeveer 100 meter naar het noorden vanuit de noordelijke tak ligt de Middelgraaf en op ongeveer 250 meter naar het zuidoosten stroomt de Overbundebeek.

## Ligging
De beek ligt op de westelijke helling van het Centraal Plateau in de overgang naar het Maasdal. De bronnen van de beek liggen in het Bunderbos op de helling ten noorden van Bunde en ten zuidoosten van Brommelen. In het hellingbos ontspringt de beek op vijf plaatsen, waarbij de verschillende takken in noordwestelijke of zuidwestelijke richting stromen tot zij bij de spoorlijn Maastricht - Venlo komen. Vanaf daar stroomt het water van de drie noordelijke takken in zuidwestelijke richting en het water van de twee zuidelijke takken in noordoostelijke richting. Waar de twee stromen samenkomen gaat de beek onder de spoorlijn door, waarna ze eerst 100 meter in noordwestelijke richting stroomt en daarna ongeveer 325 meter noordwaarts. Daar mondt de Middelgraaf uit in de beek. De Paslossing mondt zelf na nog eens 100 meter uit in de Rijnbeek. Deze vloeit samen met de Stalebeek tot de Verlegde Broekgraaf samen en die vloeit op haar beurt bij Kasteel Geulle samen met de Molenbeek en de Zandbeek om de Oude Broekgraaf te vormen die uiteindelijk in de Maas uitmondt.

## Geologie
De Paslossing ontspringt ten zuiden van de Geullebreuk op een hoogte van respectievelijk ongeveer 56, 70, 65, 72 en 80 meter boven NAP. Op deze hoogte dagzoomt klei uit het Laagpakket van Kleine-Spouwen of het Laagpakket van Goudsberg dat in de bodem een ondoorlatende laag vormt, waardoor het grondwater op deze hoogte uitstroomt.

## Geschiedenis
Rond 1928 werd de spoorlijn gereconstrueerd en ten behoeve hiervan werden op meerdere plekken ontwateringslossingen gegraven, zodat onderloopsheid van de spoordijk werd voorkomen. Eerder was de bodem van de spoordijk door verzadiging met het vele bronwater meermaals verzakt.